# Il penultimo pericolo
Il penultimo pericolo (The Penultimate Peril) è il dodicesimo libro della collana fantasy di Lemony Snicket intitolata Una serie di sfortunati eventi.

## Dedica
L'autore dedica il libro a Beatrice, alla quale scrive:
Nessuno poté spegnere il mio amore né la tua casa.

## Trama
La storia si apre sul taxi dove Violet, Klaus e Sunny sono saliti in compagnia di Kit Snicket. Lei porta gli orfani davanti all'Hotel Climax, e dice loro che, travestiti da portinai, dovranno spiare i clienti dell'hotel per accertarsi che appartengano al lato buono o cattivo di V.F., e scoprire chi cerca di firmarsi J.S. I ragazzi iniziano il loro lavoro, ed incontrano, in tempi diversi, Frank ed Ernest Climax, i due manager proprietari dell'albergo, assolutamente identici, tranne per il fatto che Frank è volontario ed Ernest è malvagio. I due, che non vengono mai identificati, spiegano loro che l'hotel è ordinato in base alla Classificazione decimale Dewey: i piani sono dieci ed ogni piano ha cento appartamenti. Violet, Klaus e Sunny si dividono le mansioni e vanno per l'hotel.
Violet incontra al solarium sul tetto Esmè Squalor, in compagnia di Geraldine Julienne, l'inviata del Daily Punctilio, e Carmelita Ghette (vestita da supereroina- calciatrice-cowboy- soldatessa-pirata, con tanto di nave pirata). Violet riesce ad ascoltare un po' il discorso tra Esmè e la Julienne, riguardo a un certo cocktail party di giovedì, il giorno del raduno di VF, ma viene interrotta da Carmelita che le ordina di portarle una fiocina. Indecisa, Violet chiede consiglio a Frank Climax, ma alla fine consegna a Carmelita la fiocina.
Klaus, intanto, incontra all'appartamento numero 674 Signore e Charles, della Segheria Ciocco Fortunato. Klaus li scorta nella sauna, e, non visto, riesce ad ascoltare i loro discorsi riguardo ad un certo J.S. che aveva mandato loro un messaggio dicendo di andare in hotel per cercare i Baudelaire. Nella sauna entra Ernest Climax, che fa uscire Signore e Charles e ordina a Klaus di appendere della carta uccellicida alla finestra.
Sunny, nell'appartamento 371 incontra il Vicepreside Nero e il signor Remora e la signora Bass. Sunny nota che la signora Bass ha una maschera e una parrucca, e sotto il letto ha dei sacchetti pieni d'oro della banca del signor Poe. La minore dei Baudelaire porta i tre al ristorante indiano al nono piano, dove incontra Hal, travestito da cameriere, che serve i tre insegnanti. Sunny vede Frank o Ernest entrare in cucina e parlare con Hal, e subito dopo Frank o Ernest dà a Sunny un Varco Favella da applicare alla porta della lavanderia 025 dei sotterranei.
Alla fine della giornata, i Baudelaire incontrano Dewey Climax, un altro dei trigemini Climax, che spiega loro che lui è un sotto-sotto-bibliotecario, in quanto possiede un archivio gigantesco nascosto sotto il lago su cui si affaccia l'Hotel. Subito dopo giungono all'hotel il Giudice Strauss e Jerome Squalor, che rivelano ai Baudelaire che il giorno dell'incontro di VF verrà tenuto un processo contro il Conte Olaf, che arriva proprio in quel momento in compagnia di Esmè, Carmelita, Hugo, Colette e Kevin. I tre fenomeni raccontano che Carmelita con la fiocina ha ucciso un corvo che aveva la famigerata zuccheriera, e che era caduta sulla carta uccellicida sulla finestra della sauna, ed era caduta nell'imbuto che sputa vapore sulla scalinata dell'Hotel. Olaf, soddisfatto, dice a Dewey di dirgli le parole d'ordine del Varco Favella, ma, al rifiuto di Dewey, ordina a Carmelita di sparargli con la fiocina, ma ancora una volta Carmelita fa la capricciosa. Olaf, infuriato, apostrofa verbalmente la figlia adottiva e la fidanzata Esmè, che viene licenziata. Quando sta per colpire Dewey viene fermato dai Baudelaire, tuttavia l'arma cade loro di mano quando il signor Poe entra nell'atrio dell'hotel. La fiocina parte ed uccide Dewey, che cade nel lago. Ovviamente del crimine vengono accusati i tre Baudelaire, ma il Giudice Strauss annuncia che il processo viene rimandato all'indomani, mercoledì.
Al processo, per volere della legge, sono tutti bendati, ma i tre Baudelaire si accorgono che Olaf ha rapito il Giudice Strauss, sotto la complicità degli altri due giudici, l'uomo con la barba ma senza i capelli e la donna con i capelli ma senza la barba. Gli orfani, pur di salvare il giudice, sono costretti ad aiutare il Conte. Klaus svela le tre risposte che aprono il Varco Favella della lavanderia, ma dentro non c'è la zuccheriera. Violet decide di aiutare Olaf a scappare dall'Hotel con un'invenzione, e Sunny consiglia di bruciare l'Hotel (e svela che solamente con l'incendio avrebbe potuto far capire ai membri di VF dell'annullamento dell'incontro).
Gli orfani, salendo con Olaf e il giudice Strauss sul solarium, riescono ad avvertire la gente del pericolo, ma sono ancora tutti bendati e la maggior parte di loro non crede ai Baudelaire. Violet riesce a fare un'invenzione per far cadere la nave sul lago e poi scappare, ma il giudice glielo impedisce. Sunny, allora, per salvarla la morde, allontanandola. Così, mentre l'Hotel va a fuoco, i tre orfani sono costretti a navigare con Olaf verso un ultimo rifugio.

## Il destino dei personaggi
Dopo l'incendio che distrusse l'Hotel Climax, non si sa chi sia sopravvissuto o meno dei personaggi che i Baudelaire hanno conosciuto. Tra questi ci sono Jerome Squalor, Esmé Squalor, Carmelita Ghette, Signore, Charles, Vicepreside Nero, il signor Remora e il signor Bass, Hal, Frank ed Ernest Climax, Geraldine Julienne, Arthur Poe, l'uomo con la barba ma senza i capelli, la donna con i capelli ma senza la barba, un membro del Consiglio degli Anziani, un Volontario Festaiolo, Hugo, Colette, Kevin e il Giudice Strauss.

## Edizioni
- Lemony Snicket, Il penultimo pericolo, traduzione di Valentina Daniele, collana Una serie di sfortunati eventi, Adriano Salani Editore, 2007,  p. 298, ISBN 978-88-8451-787-6.